# Замок Норем

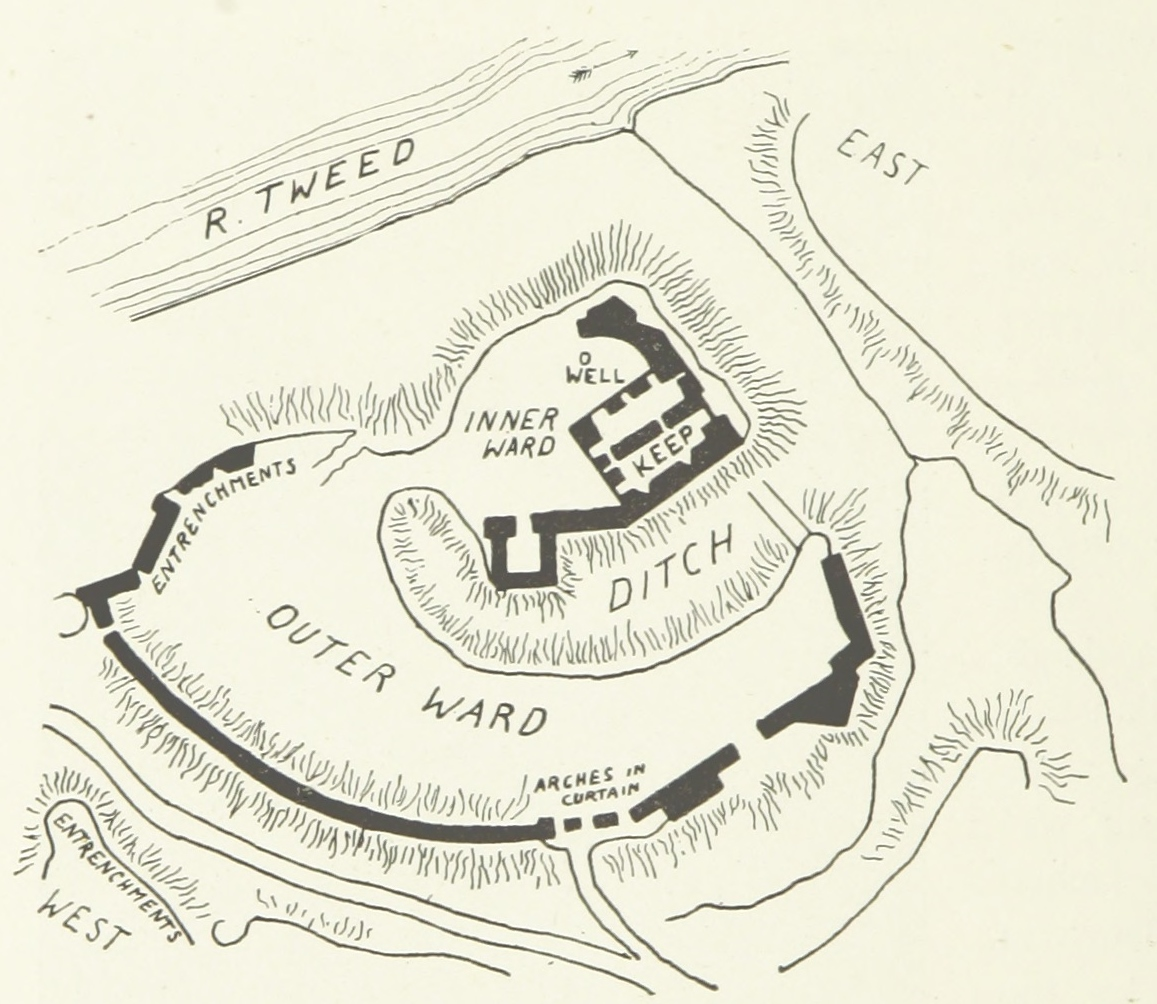
План замку

Замок Норем, також Замок Норхем (англ. Norham) — замок, розташований на півночі Англії в графстві Нортумберленд недалеко від південних кордонів Шотландії.

## Історія замку

### Єпископи Даремські
Норем був побудований в 1121 Ранульфом Фламбардом, єпископом Даремським, який планував таким чином захистити кордони від «розбійників і шотландців». Обороноздатність замку незабаром була перевірена на ділі — в 1136 році замок захопив шотландський король Давид I. Однак через деякий час єпископу Даремському вдалося повернути замок назад.
У 1138 році шотландці знову взяли замок, пошкодивши велику частину будівель. У 1157—1170 роках новий єпископ Даремський, Х'ю де Пуазет, заново відбудував Норхем, перетворивши його в грандіозну за розмірами фортецю. У 1208—1212 роках король Іоанн Безземельний додатково укріпив замок, завдяки чому Норем витримав 40-денну облогу, яку зробив шотландський король Олександр II.
У 1291 році в замку зупинявся Едуард Довгоногий. Під час воєн за незалежність, шотландці вторгалися на територію Англії 1311 і 1312 роках, проте Норхем вони вважали неприступним і обходили його стороною. У 1318 році Норем осадив Роберт Брюс. Облога тривала майже рік, і Брюсу вдалося тимчасово захопити лише невеликий зовнішній дворик.
Шотландці знову опинилися біля стін Норхема в 1319 році. На цей раз облога тривала сім місяців і знову ні до чого не привела. Ще одна невдала спроба облоги була зроблена в 1322 році. Підкорити Норем вдалося лише в 1327 році, проте в наступному році між Англією та Шотландією був укладений Нортгемптонський мирний договір, згідно з яким замок повинен був знову відійти єпископу Даремському.

### Графи Ворікські
У 1464 році замок перейшов у власність графа Воріка. Ворік значно зміцнив замок, але в 1497 році його взяли в облогу шотландці. Під час облоги вони використовували знамениту гармату — Монс Мег, але, незважаючи на сильні руйнування в результаті обстрілу, Норем вистояв.
Замок ледь встигли відновитися після цієї облоги, як в 1513 році у його стін знову опинилася шотландська армія. В результаті артилерійського обстрілу замок був сильно пошкоджений. Але незабаром шотландці зазнали нищівної поразки в битві при Флоддені, в якій загинуло близько п'яти тисяч чоловік, включаючи короля Якова IV. Після битви єпископ Даремський відновив замок.
У 1559 році єпископ Даремський відмовився присягнути на вірність королеві Єлизаветі I, і королівські війська захопили Норем. Протягом наступних століть замок поступово занепадав. Змінивши безліч власників, Норем в 1923 році перейшов під опіку держави.

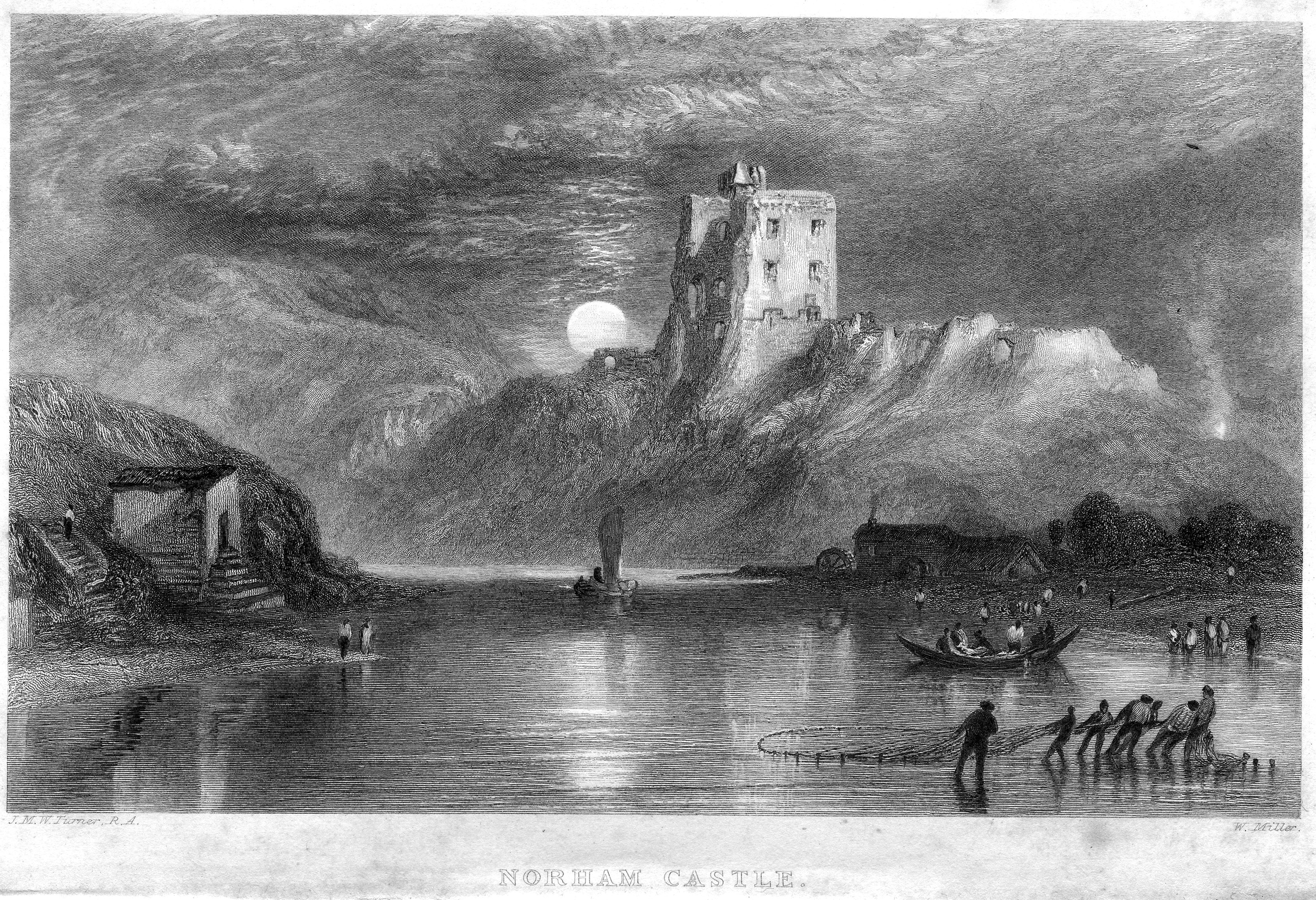
William Miller. Замок Норем. 1836 рік

## Інформація для відвідувачів
Замок відкритий з квітня по вересень щодня з 10:00 до 18:00 години.

## Галерея

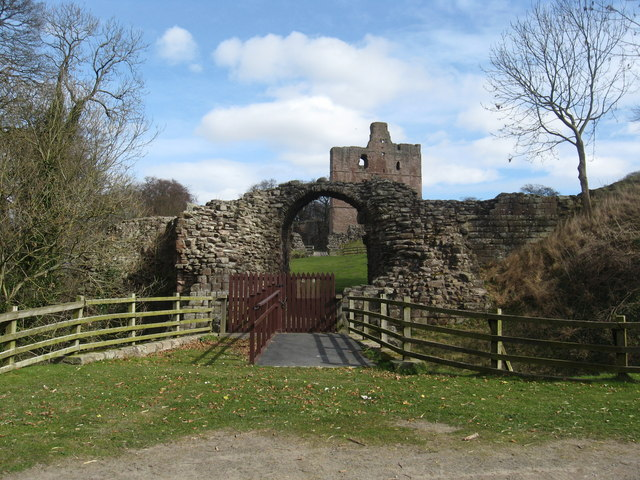
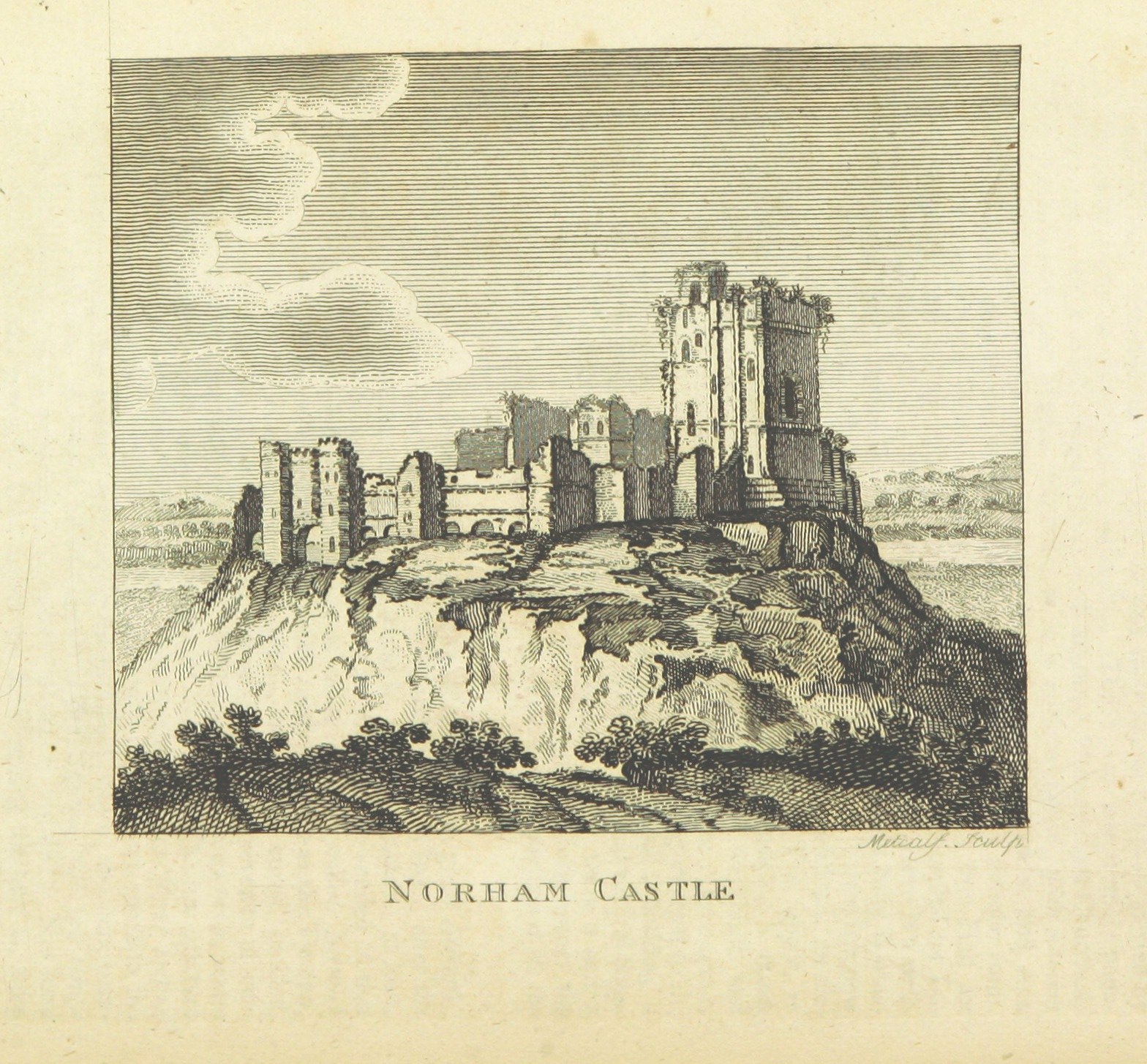
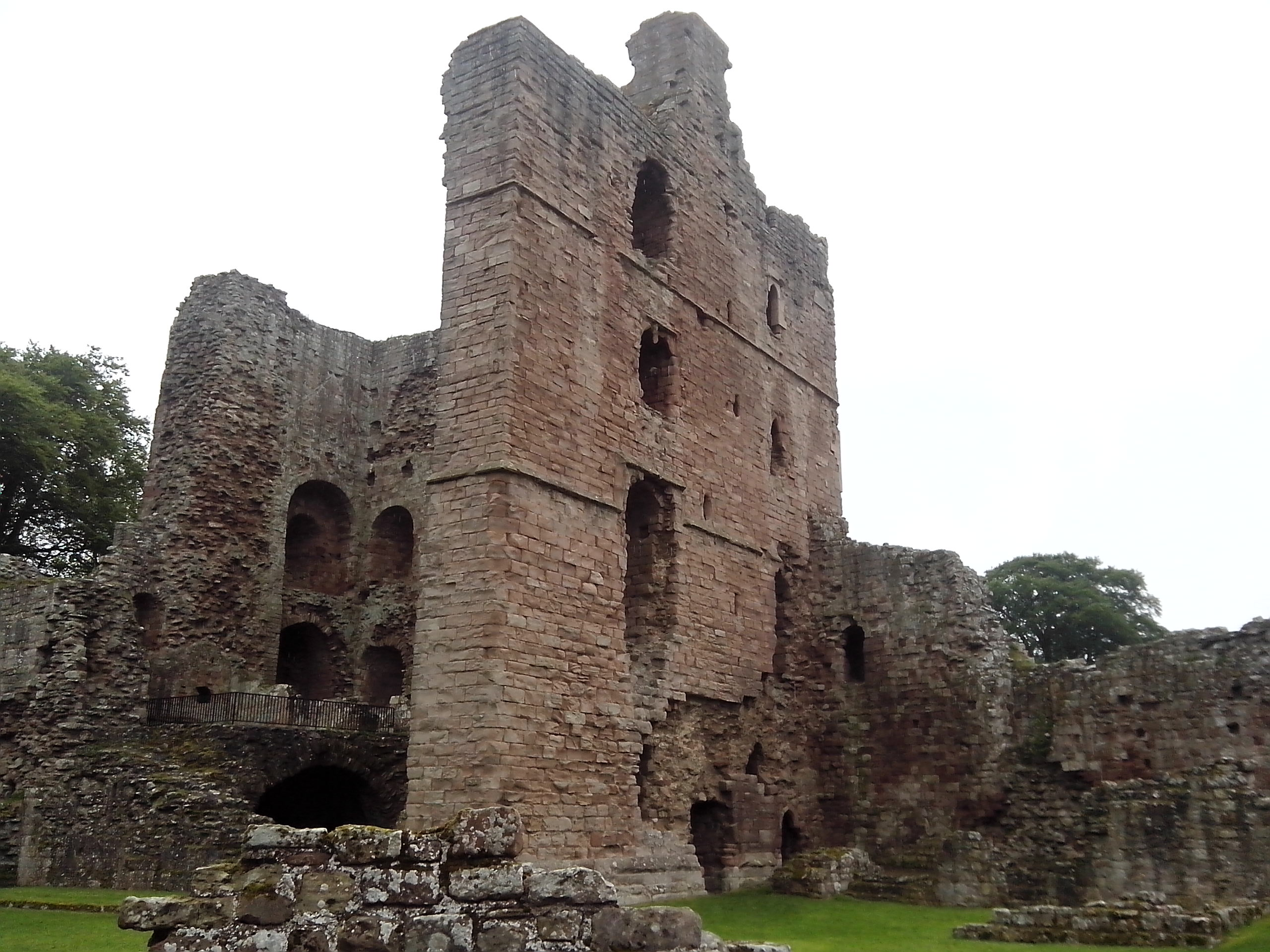